# (1176) Lucidor
(1176) Lucidor – planetoida z pasa głównego asteroid okrążająca Słońce w ciągu 4 lat i 152 dni w średniej odległości 2,69 au. Została odkryta 15 listopada 1930 w Observatoire Royal de Belgique w Uccle przez Eugène’a Delporte. Nazwa planetoidy pochodzi od przyjaciółki odkrywcy, amatorki astronomii. Przed nadaniem nazwy planetoida nosiła oznaczenie tymczasowe (1176) 1930 VE.